# Хронологія світових рекордів з напівмарафону серед жінок
Рекорди світу з напівмарафону визнаються Світовою легкою атлетикою з-поміж результатів, які показали легкоатлетки на шосейній дистанції, за умови дотримання встановлених вимог.
Світова легка атлетика почала ратифікацію світових рекордів у цій дисципліні з 1 січня 2004, попри те, в якому забігу (суто жіночому або змішаному за участі чоловіків) було показано рекордний результат.
Починаючи з 1 листопада 2011, почало діяти правило, згідно з яким світовими рекордами у напівмарафоні серед жінок могли бути визнані лише ті, що були показані у суто жіночих забігах (без участі чоловіків). 1 листопада 2013 на зміну цьому правилу прийшло чинне правило, згідно з яким розпочалась вестись паралельна статистика рекордів, показаних у суто жіночих (англ. women only) забігах, та тих, що показані у змішаних (англ. mixed) забігах.

## Хронологія рекордів

### Змішані забіги
| Результат                              | Атлетка | Місто змагань | Дата змагань | Примітки | Відео |
| -------------------------------------- | --- | --- | --- | --- | --- |
| 1:06.44                                | Елана Меєр ПАР | Токіо | 15.01.1999 | | |
| 1:06.25                                | Лорна Кіплагат Нідерланди | Удіне | 14.10.2007 | | |
| 1:05.50                                | Мері Джепкосгей Кейтані Кенія | Рас-ель-Хайма | 18.02.2011 | [ 1 ] | |
| 1:05.12                                | Флоренс Кіплагат Кенія | Барселона | 16.02.2014 | | |
| 1:05.09                                | Флоренс Кіплагат Кенія | Барселона | 15.02.2015 | | |
| 1:05.06                                | Перес Джепчірчір Кенія | Рас-ель-Хайма | 10.02.2017 | | |
| 1:04.52                                | Джойсілін Джепкосгей Кенія | Прага | 01.04.2017 | | |
| 1:04.51                                | Джойсілін Джепкосгей Кенія | Валенсія | 22.10.2017 | | |
| 1:04.31                                | Абабель Єшанех Ефіопія | Рас-ель-Хайма | 21.02.2020 | [ 2 ] [ 3 ] | |
| 1:04.02                                | Рут Чепнгетіч Кенія | Стамбул | 04.04.2021 | [ 4 ] [ 5 ] | |
| (1:03.44)                              | 29 серпня 2021 ефіопка Ялемзерф Єгуалев перемогла у напівмарафонському забігу в британському Ларні з часом, що перевищував діючий на той час рекорд світу. Проте, згодом з'ясувалось, що показаний ефіопською спортсменкою результат не міг бути ратифікований як рекорд світу через неточне вимірювання довжини траси змагань, яка виявилась на 54 метри коротшою за необхідну відстань (21 097,5 м). | 29 серпня 2021 ефіопка Ялемзерф Єгуалев перемогла у напівмарафонському забігу в британському Ларні з часом, що перевищував діючий на той час рекорд світу. Проте, згодом з'ясувалось, що показаний ефіопською спортсменкою результат не міг бути ратифікований як рекорд світу через неточне вимірювання довжини траси змагань, яка виявилась на 54 метри коротшою за необхідну відстань (21 097,5 м). | 29 серпня 2021 ефіопка Ялемзерф Єгуалев перемогла у напівмарафонському забігу в британському Ларні з часом, що перевищував діючий на той час рекорд світу. Проте, згодом з'ясувалось, що показаний ефіопською спортсменкою результат не міг бути ратифікований як рекорд світу через неточне вимірювання довжини траси змагань, яка виявилась на 54 метри коротшою за необхідну відстань (21 097,5 м). | 29 серпня 2021 ефіопка Ялемзерф Єгуалев перемогла у напівмарафонському забігу в британському Ларні з часом, що перевищував діючий на той час рекорд світу. Проте, згодом з'ясувалось, що показаний ефіопською спортсменкою результат не міг бути ратифікований як рекорд світу через неточне вимірювання довжини траси змагань, яка виявилась на 54 метри коротшою за необхідну відстань (21 097,5 м). | 29 серпня 2021 ефіопка Ялемзерф Єгуалев перемогла у напівмарафонському забігу в британському Ларні з часом, що перевищував діючий на той час рекорд світу. Проте, згодом з'ясувалось, що показаний ефіопською спортсменкою результат не міг бути ратифікований як рекорд світу через неточне вимірювання довжини траси змагань, яка виявилась на 54 метри коротшою за необхідну відстань (21 097,5 м). |
| 1:02.52                                | Летесенбет Гідей Ефіопія | Валенсія | 24.10.2021 | [ 8 ] [ 9 ] | Відео на YouTube |
| 3 роки, 151 день від дати встановлення | | | | | |

### Жіночі забіги
| Результат                              | Атлетка                   | Місто змагань | Дата змагань | Примітки      | Відео            |
| -------------------------------------- | ------------------------- | ------------- | ------------ | ------------- | ---------------- |
| 1:06.25                                | Лорна Кіплагат Нідерланди | Удіне         | 14.10.2007   |               |                  |
| 1:06.11                                | Нецанет Гудета Ефіопія    | Валенсія      | 24.03.2018   |               |                  |
| 1:05.34                                | Перес Джепчірчір Кенія    | Прага         | 05.09.2020   | [ 10 ] [ 11 ] |                  |
| 1:05.16                                | Перес Джепчірчір Кенія    | Гдиня         | 17.10.2020   | [ 12 ] [ 13 ] | Відео на YouTube |
| 4 роки, 158 днів від дати встановлення |                           |               |              |               |                  |